# Katedra Świętej Trójcy w Paryżu

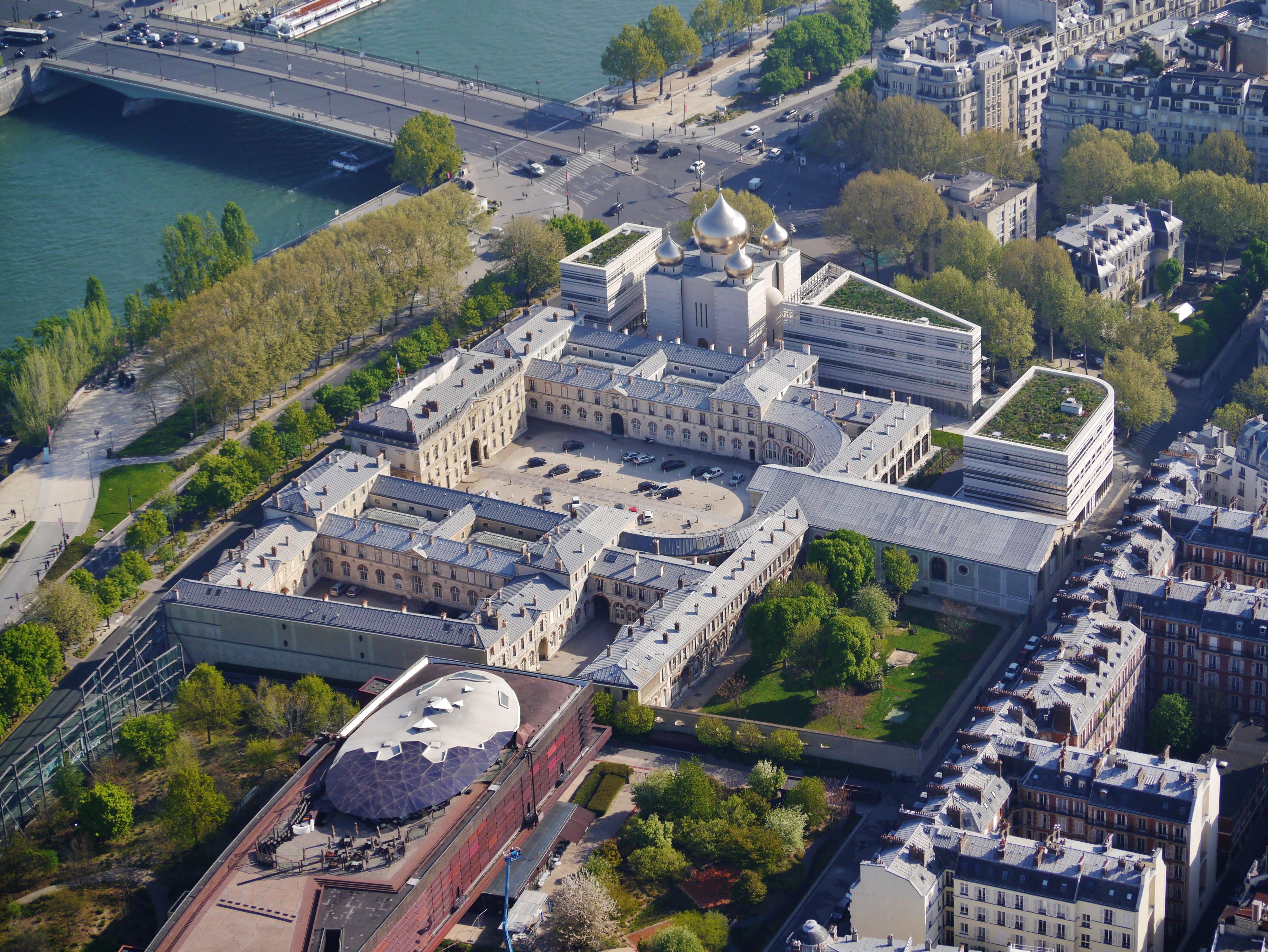
Katedra Świętej Trójcy i jej otoczenie

Katedra Świętej Trójcy w Paryżu, fr. Cathédrale de la Sainte-Trinité de Paris, ros. Свято-Троицкий собор в Париж – świątynia prawosławna w VII dzielnicy Paryża, w pobliżu mostu Pont de l’Alma nad Sekwaną.

## Charakterystyka
Została otwarta 19 października 2016 roku. Początkowo planowano zorganizować uroczystość na szczeblu prezydenckim w związku z wizytą prezydenta Rosji na obchodach 70. rocznicy lądowania wojsk alianckich w Normandii, jednak w związku pogarszającymi się stosunkami między Francją a Rosją w wyniku rosnącego zaangażowania Rosji w wojnę w Syrii ówczesny prezydent François Hollande, obniżył jej rangę do szczebla ministerialnego. W związku z tym również poświęcenie cerkwi nastąpiło z opóźnieniem, 4 grudnia 2016 roku podczas wizyty w Paryżu patriarchy Moskwy Cyryla I[wymaga weryfikacji?].
Świątynię wieńczy pięć kopuł ważących 8 ton, wysokich na 12 metrów i mających 11 metrów średnicy. Po sprzeciwie, jaki ze względów estetycznych do projektu złożył mer Paryża Bertrand Delanoë, architekt Jean-Michel Wilmotte zdecydował się zastosować na kopułach bardziej dyskretne od planowanego, matowe złoto. Kopuły zostały wyprodukowane przez bretońską firmę Multiplast. Przy  cerkwi znajduje się dom parafialny i  rosyjskie centrum kultury (m.in. szkoła języka rosyjskiego prowadzona przez Instytut Puszkina w Paryżu, księgarnia, sale konferencyjne).
Pod cerkiew, w 2014 roku wyburzono biurowiec służby meteorologii i klimatologii Météo France. Budowę cerkwi oficjalnie nadzorował ze strony francuskiej sekretarz stanu odpowiedzialny za stosunki z parlamentem Jean-Marie Le Guen, a rosyjskiej ambasador Rosji we Francji Aleksander Orłow. Według dziennika Liberation i francuskiej redakcji Vanity Fair planowanie budowy świątyni wraz centrum kulturalnym rozpoczęto już w 2007 roku. Podczas negocjacji gospodarczo–zbrojeniowych Nicolasa Sarkozyego z Władymirem Putinem uzgodniono m.in. kontrakt na Mistrale, ale w ich wyniku doszło również do pierwszej od czasów wielkiej schizmy wschodniej wizyty patriarchy moskiewskiego, jeszcze Aleksjeja II, we Francji. Od tego czasu do otwarcia Katedry Świętej Trójcy nieoficjalnie, acz de facto najbardziej decyzyjnym w koordynowaniu inwestycji po stronie rosyjskiej był bliski doradca Putina, Vladimir Kojine. Vanity Fair wskazuje również, że w sprawę budowy nowej cerkwi w Paryżu zaangażowany był wcześniej arystokrata rosyjski Aleksandr Troubetzkoy, który zwracał się do Sarkozy'ego, wówczas jeszcze ministra spraw wewnętrznych, o umożliwienie budowy świątyni na paryskiej wyspie Seguin. W wyniku zawirowań w polityce zagranicznej Francji, te plany nie powiodły się. Wpływ na obecną lokalizacje miała również francuska firma lobbingowa zaangażowana przez Rosjan – ESL & Network, którą zarządzają były francuski polityk socjalistyczny o ukraińskich korzeniach Alexandre Medvedowsky i Rosjanka Olga Belot-Schetinina. Koszty budowy świątyni w obecnej lokalizacji, w wysokości 170 milionów euro w całości pokryła strona rosyjska.
Cerkiew sąsiaduje z biegnącą wzdłuż Sekwany ulicą Quai Branly i mostem Alma, od wschodu z Palais d'Alma (z dziedzińcem), zaś od zachodu przez ulicę Avenue Rapp z ambasadą Bułgarii. Społeczność prawosławna w całej Francji szacowna jest na 200 tysięcy wiernych.